# Walddorfhäslach
Walddorfhäslach è un comune tedesco di 4 782 abitanti, situato nel land del Baden-Württemberg.